# Hanns Maier
Hanns Maier (geboren 13. August 1922 in Rottenburg an der Laaber; gestorben 18. Juli 2016) war ein deutscher Bauunternehmer.

## Leben
Maier studierte an der Technischen Lehranstalt in München und der Deutschen Technischen Hochschule im besetzten Prag. Im Zweiten Weltkrieg war er als Bauingenieur eingesetzt. 1945 trat er mit seinen Geschwistern in das 1919 gegründete elterliche Bauunternehmen ein. Maier begann im Jahr 1948 ein zusätzliches Architekturstudium an der Technischen Hochschule München. 1965 wurde er zum Doktor-Ingenieur promoviert. 1959 wurde der Sitz des Unternehmens HAMA-Bau nach München verlegt, dem neben verschiedenen Unternehmen aus dem Bausektor auch Hotels, eine Mineralölhandelsgesellschaft mit eigenen Tankstellen und Wasserkraftwerke angehörten.  Mit Hans Kapfinger war er Gründer des Nachrichtenmagazins aktuell, einem später eingestellten politischen Gegenstück zum Spiegel.
Maier stand mit Parteispenden der CSU nahe, wegen eines Grundstückverkaufs in der Festungsanlage „Fort Haslang“ bei Ingolstadt wurde im März 1968 ein Untersuchungsausschuss des Bayerischen Landtags eingerichtet. Maier verklagte 1984 die Bundesregierung vor dem Verwaltungsgericht, da diese ihm keinen ausreichenden Schutz gegen eine Ausweisung aus der Schweiz gewähre bzw. gewährt habe.
1966 berief das Großherzogtum Luxemburg Maier zum Honorarkonsul und 1991 zum Honorargeneralkonsul; das Amt gab er 2010 ab. Maier erhielt verschiedene staatliche Auszeichnungen, so den Bayerischen Verdienstorden, den Verdienstorden des Großherzogtums Luxemburg, den Militär- und Zivildienst-Orden Adolphs von Nassau und das Bundesverdienstkreuz 1. Klasse.
Er war Mitglied der katholischen Studentenverbindung KSStV Alemannia München.